# Emilio Zelaya
Emilio José Zelaya (San Miguel de Tucumán, 30 luglio 1987) è un calciatore argentino, attaccante svincolato.

## Caratteristiche tecniche
Centravanti, può giocare anche come ala sinistra.

## Palmarès

### Club

#### Competizioni nazionali
- Campionato argentino: 1

Arsenal Sarandí: Clausura 2012
- Supercopa Argentina: 1

Arsenal Sarandí: 2012
- Copa Argentina: 1

Arsenal Sarandí: 2012-2013
- Supercoppa di Cipro: 1

Apollōn Limassol: 2017